# Tomasz Knapik
Tomasz Andrzej Knapik (ur. 16 września 1943 w Warszawie, zm. 6 września 2021 w Bielawie) – polski lektor filmowy, radiowy i telewizyjny, doktor inżynier elektrotechnik, wykładowca akademicki. Przez wzgląd na swój dorobek i charakterystyczny głos, dorobił się miana legendarnego lektora.

## Życiorys

### Edukacja
Ukończył studia na Politechnice Warszawskiej, uzyskał stopień doktora, specjalizował się w elektrotechnice samochodowej. Wykładał na Wydziale Transportu PW, był opiekunem ponad dwustu prac inżynierskich i magisterskich.

### Kariera
Karierę medialną rozpoczął jeszcze przed maturą w radiowej Rozgłośni Harcerskiej. Następnie pracował w Polskim Radiu (głównie w Trójce) i w Telewizji Polskiej. Pracując w TVP, czytał filmy zagraniczne na żywo na stanowisku lektorskim oraz materiały do Telewizyjnego Kuriera Warszawskiego. Na początku lat 90., gdy w Polsce panował największy rozkwit kaset wideo, czytał wiele filmów, wydawanych przez oficjalnych dystrybutorów, zdarzało mu się również czytać filmy wydawane przez pirackie firmy. Wśród wszystkich filmów, które przeczytał, znalazło się wiele klasyków kina akcji, a także dużo filmów klasy B czy C. Był stałym pracownikiem takich polskich dystrybutorów, jak: Imperial, Vision, Best Film, NVC VIM, ITI Home Video, Artvision i wielu innych.

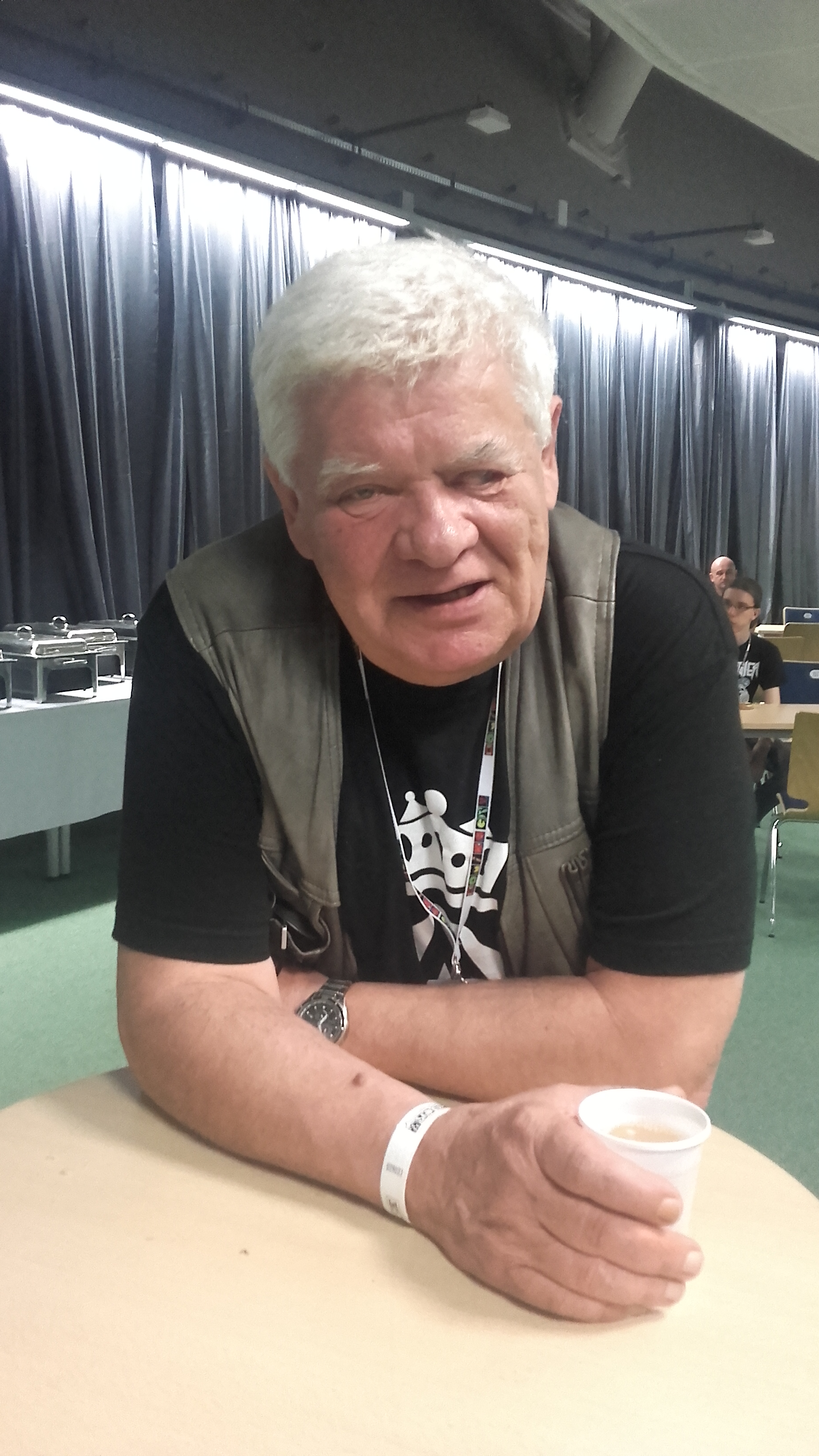
Tomasz Knapik na 26. Międzynarodowym Festiwalu Komiksu i Gier w Łodzi (2015)

Po zmianie ustrojowej w Polsce został lektorem Polskiej Kroniki Filmowej do końca jej istnienia. W 1993 zaczął współpracować ze studiami dźwiękowymi takimi jak: Studio Publishing, Studio Eurocom, czy Studio En-Be-Ef, które przygotowywały polskie wersje lektorskie w filmach i serialach dla prywatnych stacji telewizyjnych, m.in. dla telewizji Polonia 1.
W 1994 został zatrudniony na stałe w telewizji Polsat, gdzie stał się głównym lektorem stacji, czytał niemalże wszystkie filmy i seriale, a także zwiastuny zapowiadające ich emisje. W 1996 powrócił do współpracy z Polonią 1, gdzie był lektorem w programach: Pełnym gazem (magazyn motoryzacyjny), Escape – (program o grach komputerowych i internecie), Nie tylko na weekend oraz Fachowiec radzi. W międzyczasie czytał materiały dla programu „Racja stanu” w TVP1, w latach 2002−2006 był również lektorem w tygodniku międzynarodowym „Świat” (TVP3).
W 2005 był jednym z głównych lektorów w filmach i serialach w telewizji Tele 5. Również w tym samym roku był lektorem w kontrowersyjnych reklamach telefonii komórkowej Heyah. Czytał także w wielu reklamach wyborczych różnych partii politycznych, w tym także kontrowersyjnej partii Narodowe Odrodzenie Polski. W latach 2005–2007 na antenie TVN24 czytał w programie Kronika filmowa TVN24. W 2006 był współprowadzącym program telewizyjny Re:akcja na antenie TVP1. Był lektorem w programie Uwaga! Pirat w TVN Turbo i STOP Drogówka w TV4. W latach 2005–2007 był także lektorem w programie Karambol na antenie TVN Turbo, który tworzony był przez Studio Filmowe i Reklamowe, nagrywające także program Uwaga! Pirat.
W 2008 nagrał komunikaty głosowe dla systemu informacji pasażerskiej w pojazdach stołecznego Zarządu Transportu Miejskiego (zapowiedzi głosowe dotyczące przebiegu trasy) emitowane w autobusach i tramwajach. Od września 2010 był narratorem w powieści radiowej Dom nad wysypiskiem, emitowanej na antenie RMF FM.
W 2013 wystąpił w dwóch skeczach kabaretowych w programie Dzięki Bogu już weekend na antenie TVP2. We wrześniu 2014 gościnnie wystąpił w 46. odcinku serii Retro.

## Życie prywatne

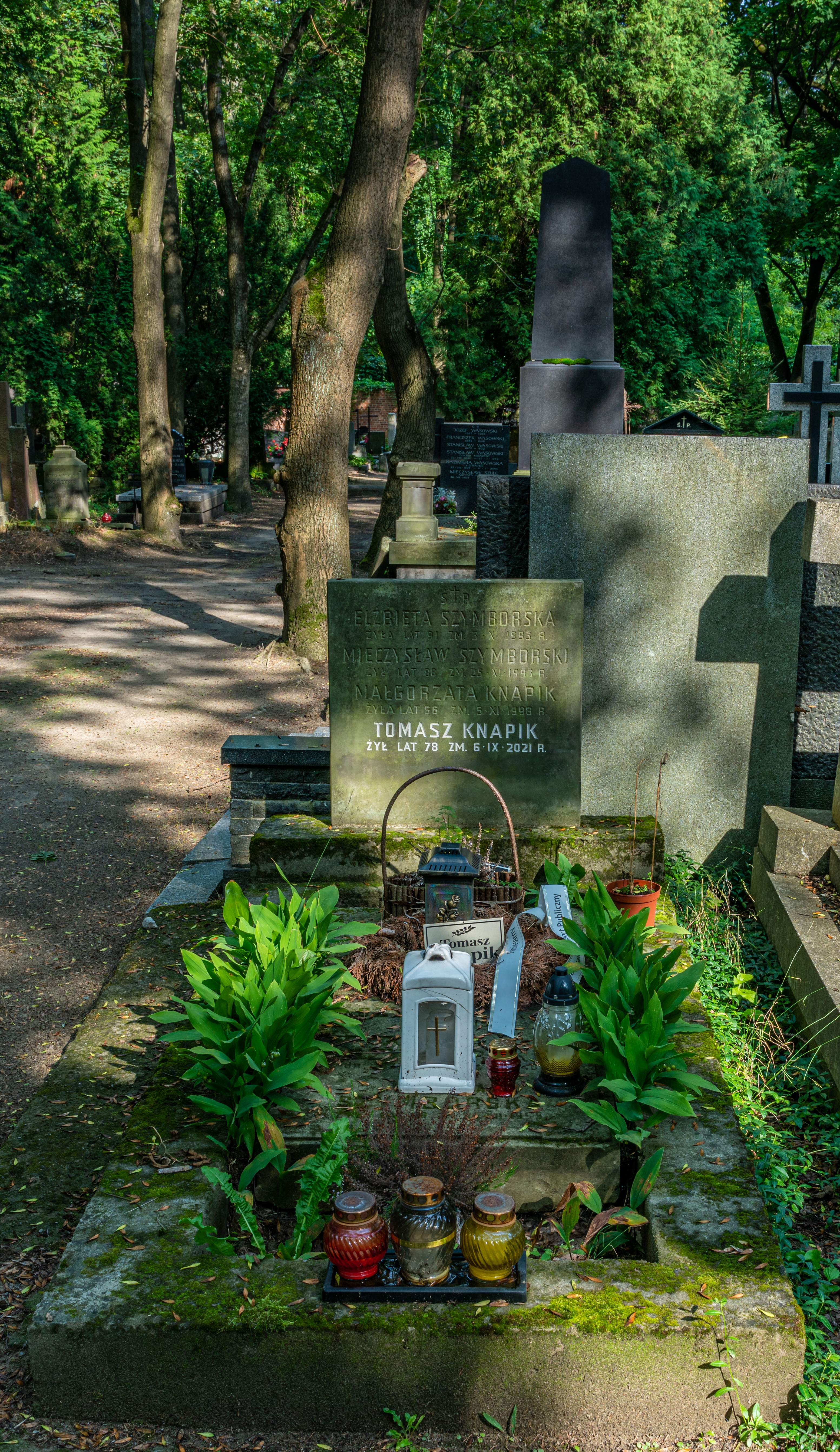
Grób Tomasza Knapika na cmentarzu Powązkowskim

Ojciec Macieja Knapika, absolwenta Liceum im. Stefana Batorego w Warszawie, tłumacza i dziennikarza telewizyjnego.
13 września 2021 jego prochy spoczęły w rodzinnym grobie na Starych Powązkach. Uroczystość miała charakter świecki.

## Dyskografia
| Album                                | Rok  | Uwagi                                           | Źródło |
| ------------------------------------ | ---- | ----------------------------------------------- | ------ |
| WWO – Życie na kredycie              | 2005 | gościnny udział w utworze „Uwaga!!!”            | [ 14 ] |
| Siedem Łez – 2+2=7                   | 2006 | gościnny udział w utworze „Koniec”              | [ 15 ] |
| Frutti Di Mare – Frutti Di Mare      | 2008 | gościnny udział w utworze „Aligator”            | [ 16 ] |
| Donatan – Równonoc. Słowiańska dusza | 2012 | gościnny udział w utworze „Wstęp”               | [ 17 ] |
| Maja Koman                           | 2018 | gościnny udział w utworze „Nie ma Kewina”       |        |
| Taco Hemingway                       | 2020 | gościnny udział w utworach „Łańcuch I, II, III” |        |
| Mata                                 | 2021 | gościnny udział w utworze „Patoreakcja”         | [ 18 ] |

## Filmografia
| Tytuł                                  | Rok  | Rola                                    | Uwagi                                                                        |
| -------------------------------------- | ---- | --------------------------------------- | ---------------------------------------------------------------------------- |
| Piraci na Pacyfiku                     | 1976 | Donifan (głos, polski dubbing)          | film fabularny; reżyseria dubbingu: Zofia Dybowska-Aleksandrowicz            |
| Skarb na wyspie                        | 1976 | Donifan (głos, polski dubbing)          | film fabularny; reżyseria dubbingu: Zofia Dybowska-Aleksandrowicz            |
| Kanał                                  | 2002 | kajakarz                                | etiuda; reżyseria: Maciej Górski                                             |
| Ciało moje                             | 2004 | rzeźnik                                 | etiuda; reżyseria: Jacek Podgórski                                           |
| RRRrrrr!!!                             | 2004 | Narrator (głos, polski dubbing)         | film fabularny; reżyseria dubbingu: Joanna Wizmur                            |
| Przygody rabina Jakuba                 | 2004 | spiker radiowy (głos, polski dubbing)   | film fabularny; reżyseria dubbingu: Elżbieta Kowalska                        |
| Bibi czarodziejka                      | 2004 | lektor dokumentu (głos, polski dubbing) | film fabularny; reżyseria dubbingu: Elżbieta Kowalska                        |
| Cały Gdańsk jest sceną                 | 2005 | lektor (głos)                           | film dokumentalny; reżyseria: Petro Aleksowski                               |
| Zawód lektor                           | 2006 | on sam                                  | film dokumentalny; reżyseria: Michał Jeczeń                                  |
| Popiełuszko. Wolność jest w nas        | 2009 | obsada dubbingu (głos)                  | film fabularny; reżyseria: Rafał Wieczyński                                  |
| Wojna polsko-ruska                     | 2009 | lektor (głos)                           | film fabularny; reżyseria: Xawery Żuławski                                   |
| Hel                                    | 2009 | pacjent Zbyszek                         | film fabularny; reżyseria: Kinga Dębska                                      |
| Skorumpowani                           | 2009 | lektor (głos)                           | serial fabularny; reżyseria: Jarosław Żamojda                                |
| Daleko od noszy 2                      | 2010 | spiker (głos, odc. 182, 192)            | serial fabularny; reżyseria: Krzysztof Jaroszyński                           |
| Jeż Jerzy                              | 2011 | on sam (głos)                           | film animowany; reżyseria: Wojtek Wawszczyk, Tomasz Leśniak, Jakub Tarkowski |
| Głosy                                  | 2012 | on sam                                  | film dokumentalny; reżyseria: Konrad Szołajski                               |
| Od pełni do pełni                      | 2012 | palmtop                                 | film fabularny; reżyseria: Tomasz Szafrański                                 |
| Tedi i poszukiwacze zaginionego miasta | 2013 | Belzoni (głos, polski dubbing)          | film animowany; reżyseria dubbingu: Dariusz Błażejewski                      |
| Dżej Dżej                              | 2014 | Carmen z męskim głosem (głos)           | film fabularny; reżyseria: Maciej Pisarek                                    |
| Tedi i mapa skarbów                    | 2018 | Belzoni (głos, polski dubbing)          | film animowany; reżyseria dubbingu: Łukasz Lewandowski                       |
| Big Mouth                              | 2018 | „Negliż” (głos, polski dubbing)         | serial animowany; reżyseria dubbingu: Jan Aleksandrowicz-Krasko              |
| Nerd                                   | 2019 | lektor reklam (głos)                    | film fabularny; reżyseria: Artur Schmidt                                     |
| Ostatni samotnik                       | 2019 | lektor (głos)                           | film fabularny; reżyseria: Arkadiusz Kocan                                   |
| Słoń Benjamin                          | 2020 | pan Zwierzomił (głos, polski dubbing)   | film fabularny; reżyseria dubbingu: Dorota Bień                              |

### Lektor

#### Filmy
- Amerykański ninja
- Blackjack
- Cienka czerwona linia
- Czerwona gorączka
- Doktor Żywago
- Dwunastu gniewnych ludzi
- Gwiezdne wojny: część IV – Nowa nadzieja
- Gwiezdne wojny: część V – Imperium kontratakuje
- Gwiezdne wojny: część VI – Powrót Jedi
- Inwazja na USA
- Jan Paweł II i cud w Kostaryce (DVD)
- Jeden bilet na dwóch
- Kickboxer
- Kobra
- Kung Fury[20]
- Lwie serce
- Na krawędzi
- Nagi instynkt
- Pamięć absolutna
- Powrót do przyszłości
- Powrót do Przyszłości 2
- Powrót do Przyszłości 3
- Poszukiwany żywy lub martwy
- Pulp Fiction' (1994)
- Punisher
- Quo Vadis
- Rambo III
- Rekiny podziemia
- Szczęki
- Szczęki 2
- Szczęki 3
- Szczęki 4: Zemsta
- Terminator
- Terminator 2: Dzień sądu
- Terminator 3: Bunt maszyn
- Tomek Oszukaniec i znaczkowy podróżnik
- U-571
- Ucieczka do zwycięstwa
- Uniwersalny żołnierz
- Uniwersalny żołnierz: Powrót
- Wstrząsy 3: Powrót do Perfekcji
- X-Men
- Z archiwum X: Pokonać przyszłość (wydanie VHS)
- Zaginiony w akcji
- Zaginiony w akcji 2: Początek

#### Filmy animowane
- Przyjazny duszek (wersja lektorska, DVD i VCD)
- Jeźdźcy Galaktyki (VHS)
- Małe Kobietki (wersja filmowa, VHS)
- Obrońcy Kosmosu (VHS)
- Piękna i Bestia (wersja lektorska, VHS)
- Hutch Miodowe Serce (DVD, wersja lektorska z angielskim dubbingiem)
- Żołnierze kosmicznej błyskawicy (VHS)
- Piękna i Bestia (lektorska wersja filmowa)
- Calineczka (wersja lektorska, VHS, DVD)

#### Seriale telewizyjne
- Akwanauci
- Benny Hill (Polsat)
- Blood Drive
- Catalina i Sebastian (RTL 7)
- Czynnik PSI
- Dwie spłukane dziewczyny
- Gorączka w mieście
- Grom w raju
- Kamienna tajemnica
- Nikita
- Poirot
- Poznaj swoje prawa narrator
- Prawo pięści
- Santa Barbara
- Sidła namiętności (TV Puls)
- STOP Drogówka narrator
- Strażnik Teksasu
- Świat według Bundych
- Terminator: Kroniki Sary Connor
- Ty albo nikt (Polonia 1)
- Z archiwum X (wersja VHS)
- Zdrady narrator (głos) (2013-2021) (Polsat, Polsat Café)
- Żar Tropików
- „Top Gear”

#### Seriale animowane
- Baseballista (Polonia 1)
- Family Guy (Fox Polska)
- Królik O’Hare (VHS)
- Robin Hood (52 odcinków z dubbingiem japońskim)
- Motomyszy z Marsa
- Mój mały kucyk (wersja lektorska, VHS)
- Pan Boguś
- Rodzinka Ness (VHS)
- Samuraje z Pizza Kot (Polsat 2)
- Simpsonowie (Fox Kids)
- The Cleveland Show (Fox Polska)

## Upamiętnienie

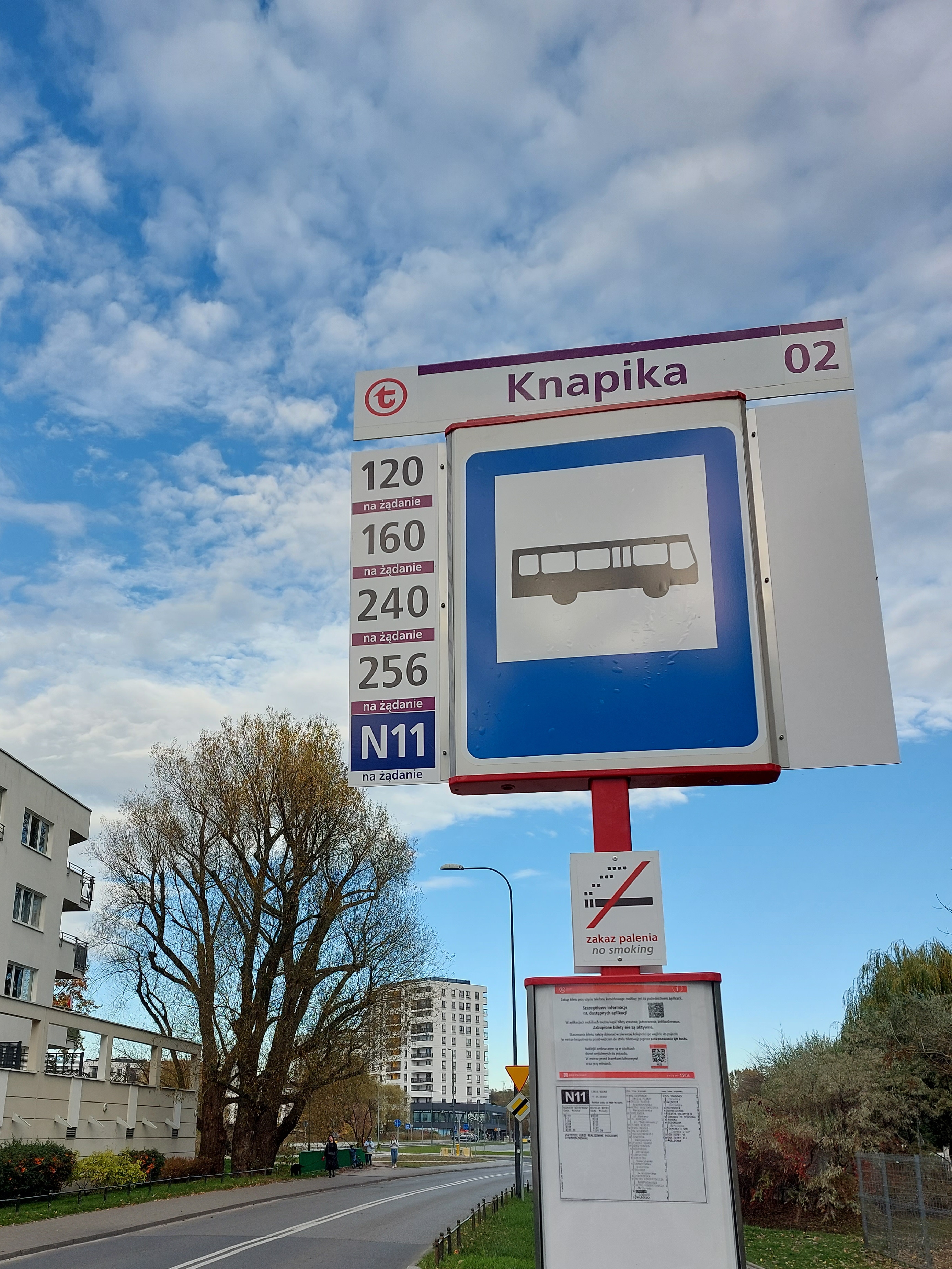
Przystanek „Knapika” w Warszawie

1 października 2022 roku został patronem przystanku autobusowego przy ulicy Malborskiej na warszawskim Bródnie.